# Nemoura rivorum
Nemoura rivorum är en bäcksländeart som beskrevs av Ravizza, C. och Ravizza-dematteis 1995. Nemoura rivorum ingår i släktet Nemoura och familjen kryssbäcksländor. Inga underarter finns listade i Catalogue of Life.